# Лозе (Шлезвиг-Гольштейн)
Лозе (нем. Loose) — община в Германии, в земле Шлезвиг-Гольштейн. 
Входит в состав района Рендсбург-Экернфёрде. Подчиняется управлению Виндеби.  Население составляет 792 человека (на 31 декабря 2010 года). Занимает площадь 13,11 км².